# 斯塔霍爾希納
51°56′31″N 33°2′48″E / 51.94194°N 33.04667°E
斯塔霍爾希納（烏克蘭語：Стахорщина），是烏克蘭的村落，位於該國北部切爾尼戈夫州，由諾夫哥羅德-謝韋爾斯基區負責管轄，始建於1600年，面積1.41平方公里，海拔高度142米，2001年人口419，人口密度每平方公里297.2人。